# Hospital de Divriği
El hospital de Divriği fue construido al final del siglo XII por el sultán Turan Melek, hijo del rey Mengücek de Erzincan, Fahreddin Behram Shah. 
El edificio se encuentra en la Lista del Patrimonio Mundial de la Unesco desde 1985, conjuntamente con la Gran Mezquita de Divriği, en virtud de su arquitectura.